# Emília Kováčová
Emília Kováčová, rozená Živná, (8. února 1931, Bratislava – 31. prosince 2020) byla slovenská vysokoškolská pedagožka, profesorka v oboru práce a sociálních věcí Ekonomické univerzity v Bratislavě a bývalá první dáma Slovenské republiky.
Během vysokoškolských studií se seznámila s Michalem Kováčem, za něhož se 15. června 1956 provdala. Měli spolu syny Juraja a Michala. V letech 1966–1967 působila jako vedoucí Katedry sociálního rozvoje a práce Národohospodářské fakulty Ekonomické univerzity v Bratislavě. Akademické kariéře se věnovala 35 let.
V roce 1993, se po zvolení Michala Kováče prvním prezidentem samostatné Slovenské republiky, stala první dámou SR. V úřadě se kromě protokolárních povinností věnovala charitě, lidem s postižením, spolupracovala mimo jiné i s Červeným křížem a měla vlastní nadaci.